# Henri Tresca
Henri Édouard Tresca (ur. 12 października 1814 w Dunkierce, zm. 21 czerwca 1885 w Paryżu) – francuski inżynier, profesor paryskiego Conservatoire National des Arts et Métiers. Na podstawie doświadczeń Charles’a Coulomba sformułował hipotezę wytrzymałościową (nazywaną hipotezą Coulomba-Treski), w której jako kryterium uplastycznienia podał wartość maksymalnego naprężenia ścinającego. Kryterium Treski można wyrazić: materiał przejdzie w stan plastyczny, jeśli
{\displaystyle \sigma _{Tresca}=\sigma _{1}-\sigma _{3}>\sigma _{max}.}
Kryterium Treski sprawdza się dla stopów aluminium.

Porównanie kryteriów Treski i Hubera-Henky’ego-Misesa

Tresca pracował również przy konstrukcji wzorca metra dla Międzynarodowego Biura Miar i Wag, wykonując 28 platynowo-irydowych prototypów liniowego wzorca metra.

## Hołd
- Jego nazwisko znajduje się na liście 72 nazwisk na wieży Eiffla[2].
- W roku 1882 został członkiem honorowym American Society of Mechanical Engineers.